# It’s the End of the World as We Know It (And I Feel Fine)
It’s the End of the World as We Know It (And I Feel Fine) ist ein Song der US-amerikanischen Rockband R.E.M.

## Der Song
Der Titel wurde von R.E.M. im Jahr 1987 aufgenommen, auf dem Album Document veröffentlicht und ist auch als Single erschienen. Entstanden ist der Song aus einem Demo der Band namens Bad Day, welches im Jahr 2003 neu aufgenommen wurde, erst als Single herauskam und schließlich noch auf dem Album The Best of R.E.M. – In Time 1988–2003 erschien.
Besonders auffällig an dem Song ist der Text, der sich vage an Endzeitszenarien anlehnt und in wahnwitziger und kaum zu verstehender Art von Sänger Michael Stipe gesungen wird. Dies verlieh dem Song in den Augen der Fans eine Art Partystimmung, auch wenn es von der Band so nicht beabsichtigt war. So dient It’s the End of the World as We Know It (And I Feel Fine) oft als „Rausschmeißer“ bei Konzerten von R.E.M.
Im Text werden einige berühmte Persönlichkeiten mit den Initialen L. B. erwähnt (Lenny Bruce, Leonid Breschnew, Lester Bangs, Leonard Bernstein). Das entstand laut Stipe aus einem Traum, in dem er als einziger bei einer Geburtstagsparty nicht die Initialen L. B. gehabt hatte. Das habe er in den Song gepackt, zusammen mit einigem anderen Zeug, das er beim Zappen im Fernsehen gesehen hatte.

## Verwendung
Das Lied wurde in einigen Filmen verwendet (zum Beispiel Independence Day, Himmel und Huhn, Urlaubsreif und Flashback) und eine abgewandelte Version des Songs fand in der Simpsons-Folge Homer the Moe Verwendung.
Der Song selbst steht in der Tradition von Bob Dylans Subterranean Homesick Blues.
Seit 2005 wird der Titel regelmäßig im Abspann von Upps! Die Superpannenshow auf RTL eingesetzt.
Der Song wurde für zwei Episoden der US-amerikanischen Erfolgsserie Serie Grey’s Anatomy als Titel verwendet; 2.16 Code Black (It’s The End of the World) (Part I) und 2.17 Der Letzte Tag (As We Know It) (Part II).
Die kanadische Folk-Rock-Band Great Big Sea veröffentlichte auf ihrem Album Play ebenfalls eine Version dieses Liedes. Es existieren weitere Coverversionen verschiedener Bands, unter anderem vom italienischen Rock-Musiker Luciano Ligabue unter dem Titel A che ora e'la fine del mondo. Die deutsche Band Extrabreit veröffentlichte ihre Version mit deutschem Text unter dem Titel Das Ende der Welt 1993 auf dem Album Hotel Monopol.
Im Zuge der Terroranschläge vom 11. September 2001 wurde vom Radioverbund Clear Channel Communications eine Liste mit 166 Liedern herausgegeben, mit der Empfehlung, diese vorerst nicht mehr zu senden. It’s the End of the World as We Know It (And I Feel Fine) befand sich darunter.
Der Songtitel wurde in vielen Artikeln, Filmen und Büchern aufgegriffen und vielfach persifliert. Mittlerweile ist „das Ende von XY, wie wir es kennen“ auch im Deutschen zum geflügelten Wort geworden. Allein 2009 erschienen die Bücher Das Ende der Welt, wie wir sie kannten von Claus Leggewie und Harald Welzer, Das Ende der Wall Street wie wir sie kennen von David Kansas und Das Ende des Kapitalismus, wie wir ihn kennen von Elmar Altvater, die alle gesellschaftliche Umwälzungen für eine nähere Zukunft voraussagen. Der Spiegel stellte seine Ausgabe 46/2016 (nach dem Sieg Donald Trumps bei der US-Präsidentschaftswahl) unter den Titel „Das Ende der Welt (wie wir sie kennen)“.
Eine Live-Version des Songs wurde am 20. Januar 2017 – dem Tag von Donald Trumps Amtseinführung – auf der Website des politischen Musikprojekts 1,000 Days, 1,000 Songs veröffentlicht.